# Leptomyrmex ramorniensis
Leptomyrmex ramorniensis es una especie de hormiga del género Leptomyrmex, subfamilia Dolichoderinae. Fue descrita científicamente por Smith & Shattuck en 2009.
Se distribuye por Australia. Se ha encontrado a elevaciones de hasta 150 metros.